# Cina ai XXIII Giochi olimpici invernali
La Cina ha partecipato ai XXIII Giochi olimpici invernali, che si sono svolti dal 9 al 28 febbraio 2018 a Pyeongchang in Corea del Sud, con una delegazione composta da 81 atleti di cui 46 donne e 35 uomini.

## Medaglie
| Riepilogo quotidiano | Riepilogo quotidiano | Riepilogo quotidiano | Riepilogo quotidiano | Riepilogo quotidiano | Riepilogo quotidiano |
| -------------------- | -------------------- | -------------------- | -------------------- | -------------------- | -------------------- |
| Giorno               | Data                 |                      |                      |                      | Totale               |
| 1º                   | 10                   | 0                    | 0                    | 0                    | 0                    |
| 2º                   | 11                   | 0                    | 0                    | 0                    | 0                    |
| 3º                   | 12                   | 0                    | 0                    | 0                    | 0                    |
| 4º                   | 13                   | 0                    | 1                    | 0                    | 1                    |
| 5º                   | 14                   | 0                    | 0                    | 0                    | 0                    |
| 6º                   | 15                   | 0                    | 1                    | 0                    | 1                    |
| 7º                   | 16                   | 0                    | 1                    | 1                    | 2                    |
| 8º                   | 17                   | 0                    | 1                    | 0                    | 1                    |
| 9º                   | 18                   | 0                    | 1                    | 0                    | 1                    |
| 10º                  | 19                   | 0                    | 0                    | 1                    | 1                    |
| 11º                  | 20                   | 0                    | 0                    | 0                    | 0                    |
| 12º                  | 21                   | 0                    | 0                    | 0                    | 0                    |
| 13º                  | 22                   | 1                    | 1                    | 0                    | 2                    |
| 14º                  | 23                   | 0                    | 0                    | 0                    | 0                    |
| 15º                  | 24                   | 0                    | 0                    | 0                    | 0                    |
| 16º                  | 25                   | 0                    | 0                    | 0                    | 0                    |
| Totale               | Totale               | 1                    | 6                    | 2                    | 9                    |

### Medagliere per discipline
| Sport                   | Oro | Argento | Bronzo | Totale |
| ----------------------- | --- | ------- | ------ | ------ |
| Pattinaggio di figura   | 0   | 1       | 0      | 1      |
| Snowboard               | 0   | 1       | 0      | 1      |
| Freestyle               | 0   | 2       | 1      | 3      |
| Short track             | 1   | 2       | 0      | 3      |
| Pattinaggio di velocità | 0   | 0       | 1      | 1      |
| Totale                  | 1   | 6       | 2      | 9      |

### Medaglie d'oro
| Medaglia | Nome      | Sport       | Evento         |
| -------- | --------- | ----------- | -------------- |
| Oro      | Wu Dajing | Short track | 500 m maschile |

### Medaglie d'argento
| Medaglia | Nome                                        | Sport                 | Evento                    |
| -------- | ------------------------------------------- | --------------------- | ------------------------- |
| Argento  | Sui Wenjing Han Cong                        | Pattinaggio di figura | Coppie                    |
| Argento  | Liu Jiayu                                   | Snowboard             | Halfpipe femminile        |
| Argento  | Zhang Xin                                   | Freestyle             | Salti femminile           |
| Argento  | Li Jinyu                                    | Short track           | 1500 m femminile          |
| Argento  | Jia Zongyang                                | Freestyle             | Salti maschile            |
| Argento  | Wu Dajing Han Tianyu Xu Hongzhi Chen Dequan | Short track           | 5000 m staffetta maschile |

### Medaglie di bronzo
| Medaglia | Nome       | Sport                   | Evento          |
| -------- | ---------- | ----------------------- | --------------- |
| Bronzo   | Kong Fanyu | Freestyle               | Salti femminile |
| Bronzo   | Tingyu Gao | Pattinaggio di velocità | 500 m maschile  |

## Biathlon
| Gara                         | Atleta      | Penalità    | Tempo d'arrivo | Posizione |
| ---------------------------- | ----------- | ----------- | -------------- | --------- |
| 7,5 km sprint femminile      | Tang Jialin | 3 (1+2)     | 24'30"3        | 70ª       |
| 7,5 km sprint femminile      | Zhang Yan   | 1 (1+0)     | 23'14"0        | 38ª       |
| 10 km inseguimento femminile | Zhang Yan   | 3 (3+0+0+0) | 35'16"7        | 45ª       |
| 15 km individuale            | Tang Jialin | 2 (1+1+0+0) | 48'12"0        | 66ª       |
| 15 km individuale            | Zhang Yan   | 4 (1+2+0+1) | 47'29"6        | 59ª       |

## Bob
La Cina ha qualificato nel bob due equipaggi nel bob a due maschile e uno nel bob a quattro maschile, per un totale di sei atleti.
| Gara                   | Equipaggio                                 | 1ª manche | 2ª manche | 3ª manche | 4ª manche       | Totale  | Posizione |
| ---------------------- | ------------------------------------------ | --------- | --------- | --------- | --------------- | ------- | --------- |
| Bob a due maschile     | Li Chunjian Wang Sidong                    | 50"13     | 50"21     | 50"15     | non qualificati | 2'30"49 | 26        |
| Bob a due maschile     | Armando Petito Shi Hao                     | 50"47     | 50"17     | 50"33     | non qualificati | 2'30"97 | 29        |
| Bob a quattro maschile | Shao Yijun Wang Sidong Li Chunjian Shi Hao | 49"79     | 50"01     | 49"94     | non qualificati | 2'29"74 | 26        |

(*) Wang Chao era presente come riserva.

## Curling

### Torneo femminile
La Cina ha diritto a partecipare al torneo femminile di curling dopo aver terminato tra le prime due posizioni il torneo di qualificazione olimpica
| Cina Skip: Wang Bingyu Third: Zhou Yan Second: Liu Jinli Lead: Ma Jingyi Alternate: Jiang Xindi |
| ----------------------------------------------------------------------------------------------- |

#### Robin round
Risultati
| Sessione | Squadre                      | Finale | 1 | 2 | 3 | 4 | 5 | 6 | 7 | 8 | 9 | 10 | 11   |
| -------- | ---------------------------- | ------ | - | - | - | - | - | - | - | - | - | -- | ---- |
| 1        | Svizzera                     | 2      | 1 | 0 | 0 | 0 | 0 | 1 | 0 | 0 | X | X  | N.D. |
| 1        | Cina                         | 7      | 0 | 2 | 1 | 1 | 0 | 0 | 0 | 3 | X | X  | N.D. |
| 2        | Cina                         | 6      | 0 | 2 | 1 | 0 | 0 | 1 | 0 | 2 | 0 | 0  | 0    |
| 2        | Atleti Olimpici dalla Russia | 7      | 1 | 0 | 0 | 2 | 0 | 0 | 1 | 0 | 0 | 2  | 1    |
| 3        | Cina                         | 7      | 0 | 1 | 0 | 3 | 0 | 1 | 0 | 1 | 0 | 1  | 0    |
| 3        | Gran Bretagna                | 8      | 1 | 0 | 1 | 0 | 1 | 0 | 2 | 0 | 2 | 0  | 1    |
| 4        | Giappone                     | 6      | 2 | 1 | 0 | 1 | 0 | 1 | 0 | 0 | 0 | 1  | 0    |
| 4        | Cina                         | 7      | 0 | 0 | 2 | 0 | 1 | 0 | 0 | 3 | 0 | 0  | 1    |
| 5        | Cina                         | 10     | 4 | 0 | 0 | 1 | 0 | 0 | 1 | 0 | 4 | X  | N.D. |
| 5        | Danimarca                    | 7      | 0 | 1 | 3 | 0 | 2 | 0 | 0 | 1 | 0 | X  | N.D. |
| 6        | Cina                         | 5      | 0 | 1 | 0 | 1 | 0 | 2 | 1 | 0 | X | X  | N.D. |
| 6        | Corea del Sud                | 12     | 3 | 0 | 3 | 0 | 4 | 0 | 0 | 2 | X | X  | N.D. |
| 7        | Cina                         | 4      | 0 | 1 | 0 | 2 | 0 | 0 | 0 | 1 | X | X  | N.D. |
| 7        | Stati Uniti                  | 10     | 3 | 0 | 4 | 0 | 2 | 0 | 1 | 0 | X | X  | N.D. |
| 8        | Canada                       | 5      | 0 | 0 | 1 | 2 | 0 | 1 | 0 | 0 | 1 | 0  | N.D. |
| 8        | Cina                         | 7      | 0 | 2 | 0 | 0 | 3 | 0 | 0 | 1 | 0 | 1  | N.D. |
| 9        | Svezia                       | 5      | 0 | 2 | 1 | 0 | 0 | 1 | 0 | 0 | 1 | 0  | N.D. |
| 9        | Cina                         | 6      | 1 | 0 | 0 | 1 | 0 | 0 | 0 | 2 | 0 | 2  | N.D. |

Classifica
| Squadre                      | G | V | P | PF | PS |
| ---------------------------- | - | - | - | -- | -- |
| Corea del Sud                | 9 | 8 | 1 | 75 | 44 |
| Svezia                       | 9 | 7 | 2 | 64 | 48 |
| Gran Bretagna                | 9 | 6 | 3 | 61 | 56 |
| Giappone                     | 9 | 5 | 4 | 59 | 55 |
| Cina                         | 9 | 4 | 5 | 57 | 65 |
| Canada                       | 9 | 4 | 5 | 68 | 59 |
| Svizzera                     | 9 | 4 | 5 | 60 | 55 |
| Stati Uniti                  | 9 | 4 | 5 | 56 | 65 |
| Atleti Olimpici dalla Russia | 9 | 2 | 7 | 45 | 76 |
| Danimarca                    | 9 | 1 | 8 | 50 | 72 |

### Torneo misto
La Cina ha diritto a partecipare al torneo misto di curling in seguito aver concluso tra le prime sette posizioni nel ranking per la qualificazione alle Olimpiadi..
| Cina Uomo: Ba Dexin Donna: Wang Rui |
| ----------------------------------- |

#### Robin round
Risultati
| Sessione | Squadre                      | Finale | 1 | 2 | 3 | 4 | 5 | 6 | 7 | 8 | 9 | 10 |
| -------- | ---------------------------- | ------ | - | - | - | - | - | - | - | - | - | -- |
| 1        | Cina                         | 5      | 1 | 0 | 0 | 2 | 0 | 1 | 0 | 1 | 0 | X  |
| 1        | Svizzera                     | 7      | 0 | 1 | 1 | 0 | 1 | 0 | 2 | 0 | 2 | X  |
| 2        | Corea del Sud                | 7      | 0 | 1 | 0 | 0 | 4 | 0 | 2 | 0 | 0 | X  |
| 2        | Cina                         | 8      | 2 | 0 | 3 | 1 | 0 | 1 | 0 | 0 | 1 | X  |
| 3        | Cina                         | 4      | 0 | 2 | 0 | 1 | 0 | 1 | 0 | X | X | X  |
| 3        | Canada                       | 10     | 3 | 0 | 4 | 0 | 1 | 0 | 2 | X | X | X  |
| 4        | Cina                         | 5      | 0 | 0 | 0 | 3 | 0 | 0 | 1 | 1 | 0 | X  |
| 4        | Atleti Olimpici dalla Russia | 6      | 1 | 1 | 1 | 0 | 1 | 1 | 0 | 0 | 1 | X  |
| 5        | Cina                         | 6      | 0 | 1 | 0 | 1 | 1 | 1 | 0 | 2 | X | X  |
| 5        | Stati Uniti                  | 4      | 2 | 0 | 1 | 0 | 0 | 0 | 1 | 0 | X | X  |
| 6        | Finlandia                    | 5      | 0 | 3 | 0 | 1 | 0 | 1 | 0 | X | X | X  |
| 6        | Cina                         | 10     | 3 | 0 | 1 | 0 | 4 | 0 | 2 | X | X | X  |
| 7        | Norvegia                     | 3      | 0 | 1 | 1 | 0 | 1 | 0 | X | X | X | X  |
| 7        | Cina                         | 9      | 1 | 0 | 0 | 3 | 0 | 5 | X | X | X | X  |

Classifica
| Squadre                      | G | V | P | PF | PS |
| ---------------------------- | - | - | - | -- | -- |
| Canada                       | 7 | 6 | 1 | 52 | 26 |
| Svizzera                     | 7 | 5 | 2 | 45 | 33 |
| Atleti Olimpici dalla Russia | 7 | 4 | 3 | 36 | 44 |
| Norvegia                     | 7 | 4 | 3 | 39 | 43 |
| Cina                         | 7 | 4 | 3 | 47 | 42 |
| Corea del Sud                | 7 | 2 | 5 | 42 | 47 |
| Stati Uniti                  | 7 | 2 | 5 | 37 | 43 |
| Finlandia                    | 7 | 1 | 6 | 35 | 53 |

#### Spareggio
| Squadre  | Finale | 1 | 2 | 3 | 4 | 5 | 6 | 7 | 8 | 9    |
| -------- | ------ | - | - | - | - | - | - | - | - | ---- |
| Cina     | 7      | 2 | 0 | 1 | 0 | 2 | 0 | 2 | 0 | N.D. |
| Norvegia | 9      | 0 | 3 | 0 | 1 | 0 | 4 | 0 | 1 | N.D. |

## Pattinaggio di figura
La Cina ha qualificato nel pattinaggio di figura undici atleti, sei uomini e cinque donne in seguito ai Campionati mondiali di pattinaggio di figura 2017.
| Gara      | Atleta                | Programma corto | Programma corto | Programma libero | Programma libero | Totale          | Totale          |
| Gara      | Atleta                | Punti           | Posizione       | Punti            | Posizione        | Punti           | Posizione       |
| --------- | --------------------- | --------------- | --------------- | ---------------- | ---------------- | --------------- | --------------- |
| Maschile  | Jin Boyang            | 103,32          | 4º Q            | 194,45           | 5º               | 297,77          | 4º              |
| Maschile  | Yan Han               | 80,63           | 19º Q           | 132,38           | 23º              | 213,01          | 23º             |
| Femminile | Li Xiangning          | 52,46           | 24ª Q           | 101,97           | 20ª              | 154,43          | 22ª             |
| Coppie    | Peng Cheng Jin Yang   | 62,61           | 17ª             | non qualificati  | non qualificati  | non qualificati | non qualificati |
| Coppie    | Sui Wenjing Han Cong  | 82,39           | 1ª Q            | 153,08           | 3ª               | 235,47          |                 |
| Coppie    | Yu Xiaoyu Zhang Hao   | 75,58           | 5ª Q            | 128,52           | 11ª              | 204,10          | 7ª              |
| Danza     | Wang Shiyue Liu Xinyu | 57,81           | 22ª             | non qualificati  | non qualificati  | non qualificati | non qualificati |

Gara a squadre
| Gara   | Atleta                | Programma corto | Programma corto | Programma libero | Totale | Totale    |
| Gara   | Atleta                | Punti           | Posizione       | Programma libero | Punti  | Posizione |
| ------ | --------------------- | --------------- | --------------- | ---------------- | ------ | --------- |
| Uomini | Yan Han               | 7               | 4º              | non qualificati  | 18     | 6ª        |
| Donne  | Li Xiangning          | 7               | 4ª              | non qualificati  | 18     | 6ª        |
| Coppie | Yu Xiaoyu Zhang Hao   | 6               | 5ª              | non qualificati  | 18     | 6ª        |
| Danza  | Wang Shiyue Liu Xinyu | 7               | 4ª              | non qualificati  | 18     | 6ª        |

## Pattinaggio di velocità

### Uomini
| Gara   | Atleta                | Tempo   | Posizione |
| ------ | --------------------- | ------- | --------- |
| 500 m  | Gao Tingyu            | 34"65   |           |
| 500 m  | Xie Jiaxuan           | 35"545  | 31º       |
| 500 m  | Yang Tao              | 35"41   | 27º       |
| 1000 m | Yang Tao              | 1'10"10 | 26º       |
| 1500 m | Xiakaini Aerchenghazi | 1'50"16 | 32º       |

| Gara       | Atleta      | Semifinali | Semifinali | Semifinali | Finale          | Finale          | Finale          |
| Gara       | Atleta      | Punti      | Tempo      | Pos.       | Punti           | Tempo           | Pos.            |
| ---------- | ----------- | ---------- | ---------- | ---------- | --------------- | --------------- | --------------- |
| Mass start | Wang Hongli | 0          | 8'00"97    | 12º        | non qualificato | non qualificato | non qualificato |

### Donne
| Gara   | Atleta       | Tempo   | Posizione |
| ------ | ------------ | ------- | --------- |
| 500 m  | Tian Ruining | 38"86   | 20ª       |
| 500 m  | Yu Jing      | 37"81   | 9ª        |
| 500 m  | Zhang Hong   | 38"39   | 15ª       |
| 1000 m | Tian Ruining | 1'16"69 | 21ª       |
| 1000 m | Yu Jing      | 1'16"36 | 17ª       |
| 1000 m | Zhang Hong   | 1'15"67 | 11ª       |
| 1500 m | Hao Jiachen  | 1'59"58 | 20ª       |
| 1500 m | Tian Ruining | 2'00"29 | 23ª       |
| 3000 m | Hao Jiachen  | 4'15"56 | 21ª       |
| 3000 m | Liu Jing     | 4'20"95 | 24ª       |

| Gara                   | Atleti                              | Quarti di finale   | Semifinali      | Finale C           | Pos. |
| Gara                   | Atleti                              | Avversario         | Avversario      | Avversario         | Pos. |
| ---------------------- | ----------------------------------- | ------------------ | --------------- | ------------------ | ---- |
| Inseguimento a squadre | Han Mei Hao Jiachen Li Dan Liu Jing | Giappone P 3'00"01 | non qualificate | Germania V 3'00"04 | 5ª   |

| Gara       | Atleta  | Semifinali | Semifinali | Semifinali | Finale | Finale  | Finale |
| Gara       | Atleta  | Punti      | Tempo      | Pos.       | Punti  | Tempo   | Pos.   |
| ---------- | ------- | ---------- | ---------- | ---------- | ------ | ------- | ------ |
| Mass start | Guo Dan | 43         | 8'54"20    | 2ª Q       | 0      | 8'33"90 | 10ª    |
| Mass start | Li Dan  | 24         | 8'32"49    | 3ª Q       | 6      | 8'50"48 | 5ª     |

## Salto con gli sci
La Cina ha qualificato nel salto con gli sci un solo atleta, una donna.

### Donne
| Gara               | Atleta       | Primo salto | Primo salto | Primo salto | Secondo salto | Secondo salto | Secondo salto | Punti totali | Posizione |
| Gara               | Atleta       | Lunghezza   | Punti       | Pos.        | Lunghezza     | Punti         | Pos.          | Punti totali | Posizione |
| ------------------ | ------------ | ----------- | ----------- | ----------- | ------------- | ------------- | ------------- | ------------ | --------- |
| Trampolino normale | Chang Xinyue | 88,0 m      | 69,6        | 26ª         | 84,5 m        | 85,3          | 18ª           | 154,9        | 20ª       |

## Sci alpino

### Uomini
| Gara           | Atleta         | Tempo     | Tempo     | Tempo   | Posizione |
| Gara           | Atleta         | 1ª manche | 2ª manche | Totale  | Posizione |
| -------------- | -------------- | --------- | --------- | ------- | --------- |
| Slalom gigante | Zhang Yangming | 1'25"73   | 1'22"95   | 2'48"68 | 69º       |

### Donne
| Gara            | Atleta       | Tempo     | Tempo     | Tempo   | Posizione |
| Gara            | Atleta       | 1ª manche | 2ª manche | Totale  | Posizione |
| --------------- | ------------ | --------- | --------- | ------- | --------- |
| Slalom speciale | Kong Fanying | DNF       | DNF       | DNF     | DNF       |
| Slalom gigante  | Kong Fanying | 1'26"30   | 1'23"58   | 2'49"88 | 55ª       |

## Sci di fondo
La Cina ha qualificato nello sci di fondo un totale di quattro atleti, due uomini e due donne.

### Uomini
| Evento                 | Atleta                 | Qualificazioni | Qualificazioni | Quarti di finale | Quarti di finale | Semifinali      | Semifinali      | Finale          | Finale          |
| Evento                 | Atleta                 | Tempo          | Pos.           | Tempo            | Pos.             | Tempo           | Pos.            | Tempo           | Pos.            |
| ---------------------- | ---------------------- | -------------- | -------------- | ---------------- | ---------------- | --------------- | --------------- | --------------- | --------------- |
| Sprint                 | Sun Qinghai            | DSQ            | DSQ            | non qualificato  | non qualificato  | non qualificato | non qualificato | non qualificato | non qualificato |
| Sprint                 | Wang Qiang             | 3'31"56        | 66º            | non qualificato  | non qualificato  | non qualificato | non qualificato | non qualificato | non qualificato |
| Sprint a squadre       | Sun Qinghai Wang Qiang | N.D.           | N.D.           | N.D.             | N.D.             | 18'11"95        | 14º             | non qualificati | non qualificati |
| Evento                 | Atleta                 | Tempo          | Tempo          | Tempo            | Distacco         | Distacco        | Distacco        | Posizione       | Posizione       |
| 15 km tecnica libera   | Sun Qinghai            | 41'55"7        | 41'55"7        | 41'55"7          | +8'11"8          | +8'11"8         | +8'11"8         | 98º             | 98º             |
| 15 km tecnica libera   | Wang Qiang             | DSQ            | DSQ            | DSQ              | DSQ              | DSQ             | DSQ             | DSQ             | DSQ             |
| 50 km tecnica classica | Wang Qiang             | 2h34'43"0      | 2h34'43"0      | 2h34'43"0        | +26'20"9         | +26'20"9        | +26'20"9        | 59º             | 59º             |
| Skiathlon              | Wang Qiang             | LAP            | LAP            | LAP              | LAP              | LAP             | LAP             | LAP             | LAP             |

### Donne
| Evento                 | Atleta             | Qualificazioni | Qualificazioni | Quarti di finale | Quarti di finale | Semifinali      | Semifinali      | Finale          | Finale          |
| Evento                 | Atleta             | Tempo          | Pos.           | Tempo            | Pos.             | Tempo           | Pos.            | Tempo           | Pos.            |
| ---------------------- | ------------------ | -------------- | -------------- | ---------------- | ---------------- | --------------- | --------------- | --------------- | --------------- |
| Sprint                 | Chi Chunxue        | 3'42"70        | 57ª            | non qualificata  | non qualificata  | non qualificata | non qualificata | non qualificata | non qualificata |
| Sprint                 | Li Xin             | 3'33"61        | 49ª            | non qualificata  | non qualificata  | non qualificata | non qualificata | non qualificata | non qualificata |
| Sprint a squadre       | Chi Chunxue Li Xin | N.D.           | N.D.           | N.D.             | N.D.             | 17'35"94        | 9ª              | non qualificate | non qualificate |
| Evento                 | Atleta             | Tempo          | Tempo          | Tempo            | Distacco         | Distacco        | Distacco        | Posizione       | Posizione       |
| 10 km tecnica libera   | Chi Chunxue        | 28'49"7        | 28'49"7        | 28'49"7          | +3'49"2          | +3'49"2         | +3'49"2         | 55ª             | 55ª             |
| 10 km tecnica libera   | Li Xin             | 27'44"5        | 27'44"5        | 27'44"5          | +2'44"0          | +2'44"0         | +2'44"0         | 36ª             | 36ª             |
| 30 km tecnica classica | Chi Chunxue        | 1h42'03"2      | 1h42'03"2      | 1h42'03"2        | +19'45"6         | +19'45"6        | +19'45"6        | 44ª             | 44ª             |
| 30 km tecnica classica | Li Xin             | 1h38'04"9      | 1h38'04"9      | 1h38'04"9        | +15'47"3         | +15'47"3        | +15'47"3        | 37ª             | 37ª             |
| Skiathlon              | Chi Chunxue        | 46'39"0        | 46'39"0        | 46'39"0          | +5'54"1          | +5'54"1         | +5'54"1         | 55ª             | 55ª             |
| Skiathlon              | Li Xin             | 46'01"9        | 46'01"9        | 46'01"9          | +5'17"0          | +5'17"0         | +5'17"0         | 51ª             | 51ª             |

## Sci freestyle
La Cina ha qualificato nello sci freestyle quindici atleti, nove donne e sei uomini.

### Gobbe
| Atleta     | Evento    | Qualificazioni | Qualificazioni | Qualificazioni | Qualificazioni | Qualificazioni | Qualificazioni | Qualificazioni | Qualificazioni | Finale          | Finale          | Finale          | Finale          | Finale          | Finale          | Finale          | Finale          | Finale          | Finale          | Finale          | Finale          |
| Atleta     | Evento    | Run 1          | Run 1          | Run 1          | Run 1          | Run 2          | Run 2          | Run 2          | Run 2          | Run 1           | Run 1           | Run 1           | Run 1           | Run 2           | Run 2           | Run 2           | Run 2           | Run 3           | Run 3           | Run 3           | Run 3           |
| Atleta     | Evento    | Tempo          | Punti          | Totale         | Posizione      | Tempo          | Punti          | Totale         | Posizione      | Tempo           | Punti           | Totale          | Posizione       | Tempo           | Punti           | Totale          | Posizione       | Tempo           | Punti           | Totale          | Posizione       |
| ---------- | --------- | -------------- | -------------- | -------------- | -------------- | -------------- | -------------- | -------------- | -------------- | --------------- | --------------- | --------------- | --------------- | --------------- | --------------- | --------------- | --------------- | --------------- | --------------- | --------------- | --------------- |
| Guan Ziyan | Femminile | 36"30          | 41,02          | 48,11          | 28ª            | 35"50          | 43,80          | 51,80          | 18ª            | non qualificata | non qualificata | non qualificata | non qualificata | non qualificata | non qualificata | non qualificata | non qualificata | non qualificata | non qualificata | non qualificata | non qualificata |
| Wang Jin   | Femminile | 34"87          | 42,59          | 51,29          | 27ª            | 35"01          | 34,51          | 51,29          | 19ª            | non qualificata | non qualificata | non qualificata | non qualificata | non qualificata | non qualificata | non qualificata | non qualificata | non qualificata | non qualificata | non qualificata | non qualificata |

### Halfpipe
| Atleta        | Evento    | Qualificazioni | Qualificazioni | Qualificazioni | Qualificazioni | Finale          | Finale          | Finale          | Finale          | Finale          |
| Atleta        | Evento    | Run 1          | Run 2          | Migliore       | Posizione      | Run 1           | Run 2           | Run 3           | Migliore        | Posizione       |
| ------------- | --------- | -------------- | -------------- | -------------- | -------------- | --------------- | --------------- | --------------- | --------------- | --------------- |
| Kong Xiangrui | Maschile  | 47,40          | 50,80          | 50,80          | 23º            | non qualificato | non qualificato | non qualificato | non qualificato | non qualificato |
| Mao Bingqiang | Maschile  | 53,00          | 54,60          | 54,60          | 20º            | non qualificato | non qualificato | non qualificato | non qualificato | non qualificato |
| Chai Hong     | Femminile | 58,00          | 63,60          | 63,60          | 19ª            | non qualificata | non qualificata | non qualificata | non qualificata | non qualificata |
| Wu Meng       | Femminile | 53,40          | 61,00          | 61,00          | 20ª            | non qualificata | non qualificata | non qualificata | non qualificata | non qualificata |
| Zhang Kexin   | Femminile | 80,60          | 81,00          | 81,00          | 8ª Q           | 73,00           | 55,40           | 71,00           | 73,00           | 9ª              |

### Salti
| Atleta        | Evento    | Qualificazioni | Qualificazioni | Qualificazioni | Qualificazioni | Finale          | Finale          | Finale          | Finale          | Finale          | Finale          |
| Atleta        | Evento    | Salto 1        | Salto 1        | Salto 2        | Salto 2        | Salto 1         | Salto 1         | Salto 2         | Salto 2         | Salto 3         | Salto 3         |
| Atleta        | Evento    | Punti          | Posizione      | Punti          | Posizione      | Punti           | Posizione       | Punti           | Posizione       | Punti           | Posizione       |
| ------------- | --------- | -------------- | -------------- | -------------- | -------------- | --------------- | --------------- | --------------- | --------------- | --------------- | --------------- |
| Jia Zongyang  | Maschile  | 126,55         | 3º QF          | Bye            | Bye            | 118,55          | 9º Q            | 128,76          | 1º Q            | 128,05          |                 |
| Liu Zhongqing | Maschile  | 107,08         | 16º            | 123,08         | 4º Q           | 119,47          | 8º Q            | 94,57           | 9º              | non qualificato | non qualificato |
| Qi Guangpu    | Maschile  | 126,70         | 2º QF          | Bye            | Bye            | 127,44          | 1º Q            | 122,17          | 7º              | non qualificato | non qualificato |
| Wang Xindi    | Maschile  | 121,24         | 10º            | 96,38          | 8º             | non qualificato | non qualificato | non qualificato | non qualificato | non qualificato | non qualificato |
| Kong Fanyu    | Femminile | 89,77          | 7ª             | 95,12          | 2ª Q           | 89,77           | 4ª Q            | 97,29           | 1ª Q            | 70,14           |                 |
| Xu Mengtao    | Femminile | 93,37          | 3ª QF          | Bye            | Bye            | 91,00           | 2ª Q            | 59,25           | 9ª              | non qualificata | non qualificata |
| Yan Ting      | Femminile | 80,95          | 13ª            | 82,94          | 9ª             | non qualificato | non qualificato | non qualificato | non qualificato | non qualificato | non qualificato |
| Zhang Xin     | Femminile | 90,24          | 6ª QF          | Bye            | Bye            | 87,25           | 6ª Q            | 94,11           | 2ª Q            | 95,52           |                 |

## Short track
Il Canada ha qualificato nello short track un totale di dieci atleti, cinque per genere.

### Uomini
| Gara             | Atleta                                                | Batteria | Batteria | Quarto di finale | Quarto di finale | Semifinale      | Semifinale      | Finale          | Finale          |
| Gara             | Atleta                                                | Tempo    | Pos.     | Tempo            | Pos.             | Tempo           | Pos.            | Tempo           | Pos.            |
| ---------------- | ----------------------------------------------------- | -------- | -------- | ---------------- | ---------------- | --------------- | --------------- | --------------- | --------------- |
| 500 m            | Han Tianyu                                            | 40"744   | 2º Q     | 1'14"891         | 3º               | non qualificato | non qualificato | non qualificato | non qualificato |
| 500 m            | Ren Ziwei                                             | 40"294   | 1º Q     | 40"032           | 1º Q             | 40"418          | 3º QB           | 40"694          | 2º              |
| 500 m            | Wu Dajing                                             | 40"264   | 1º Q     | 39"800           | 1º Q             | 40"087          | 1º Q            | 39"584          |                 |
| 1000 m           | Han Tianyu                                            | DSQ      | DSQ      | non qualificato  | non qualificato  | non qualificato | non qualificato | non qualificato | non qualificato |
| 1000 m           | Ren Ziwei                                             | DSQ      | DSQ      | non qualificato  | non qualificato  | non qualificato | non qualificato | non qualificato | non qualificato |
| 1000 m           | Wu Dajing                                             | 1'23"463 | 2º Q     | DSQ              | DSQ              | non qualificato | non qualificato | non qualificato | non qualificato |
| 1500 m           | Han Tianyu                                            | 2'38"865 | 5º Q     | N.D.             | N.D.             | 2'11"827        | 4º QB           | 2'26"281        | 1º              |
| 1500 m           | Wu Dajing                                             | 2'15"823 | 3º Q     | N.D.             | N.D.             | DSQ             | DSQ             | non qualificato | non qualificato |
| 1500 m           | Xu Hongzhi                                            | 2'35"641 | 5º Q     | N.D.             | N.D.             | 2'19"310        | 6º              | non qualificato | non qualificato |
| 5000 m staffetta | Chen Dequan Han Tianyu Ren Ziwei Wu Dajing Xu Hongzhi | N.D.     | N.D.     | N.D.             | N.D.             | 6'36"605        | 1ª Q            | 6'32"035        |                 |

### Donne
| Gara             | Atleta                                            | Batteria | Batteria | Quarto di finale | Quarto di finale | Semifinale      | Semifinale      | Finale          | Finale          |                 |                 |
| Gara             | Atleta                                            | Tempo    | Pos.     | Tempo            | Pos.             | Tempo           | Pos.            | Tempo           | Pos.            |                 |                 |
| ---------------- | ------------------------------------------------- | -------- | -------- | ---------------- | ---------------- | --------------- | --------------- | --------------- | --------------- | --------------- | --------------- |
| 500 m            | Fan Kexin                                         | 43"350   | 1ª Q     | 43"485           | 2ª Q             | DSQ             | DSQ             | non qualificata | non qualificata |                 |                 |
| 500 m            | Han Yutong                                        | 43"719   | 2ª Q     | 43"627           | 3ª               | non qualificata | non qualificata | non qualificata | non qualificata |                 |                 |
| 500 m            | Qu Chunyu                                         | 42"971   | 2ª Q     | 42"954           | 1ª Q             | DSQ             | DSQ             | non qualificata | non qualificata |                 |                 |
| 1000 m           | Han Yutong                                        | DSQ      | DSQ      | non qualificata  | non qualificata  | non qualificata | non qualificata | non qualificata | non qualificata |                 |                 |
| 1000 m           | Li Jinyu                                          | 1'32"335 | 1ª Q     | 1'30"175         | 3ª               | non qualificata | non qualificata | non qualificata | non qualificata |                 |                 |
| 1000 m           | Qu Chunyu                                         | 1'31"279 | 2ª Q     | 1'31"284         | 2ª Q             | DSQ             | DSQ             | non qualificata | non qualificata | non qualificata | non qualificata |
| 1500 m           | Han Yutong                                        | 2'31"158 | 1ª Q     | N.D.             | N.D.             | 2'22"826        | 3ª QB           | 2'36"548        | 2ª              |                 |                 |
| 1500 m           | Li Jinyu                                          | 2'25"034 | 3ª Q     | N.D.             | N.D.             | 2'33"005        | 4ª Q            | 2'25"703        |                 |                 |                 |
| 1500 m           | Zhou Yang                                         | 2'29"587 | 2ª Q     | N.D.             | N.D.             | 2'23"485        | 3ª QB           | 2'35"241        | 1ª              |                 |                 |
| 3000 m staffetta | Fan Kexin Han Yutong Li Jinyu Qu Chunyu Zhou Yang | N.D.     | N.D.     | N.D.             | N.D.             | 4'05"315        | 1ª Q            | DSQ             | DSQ             |                 |                 |

## Snowboard

### Freestyle
| Gara               | Atleta       | Qualificazioni | Qualificazioni | Qualificazioni | Qualificazioni | Finale          | Finale          | Finale          | Finale          | Finale          |
| Gara               | Atleta       | Prova 1        | Prova 2        | Migliore       | Posizione      | Prova 1         | Prova 2         | Prova 3         | Migliore        | Posizione       |
| ------------------ | ------------ | -------------- | -------------- | -------------- | -------------- | --------------- | --------------- | --------------- | --------------- | --------------- |
| Halfpipe maschile  | Shi Wancheng | 10,00          | 11,75          | 11,75          | 29º            | non qualificato | non qualificato | non qualificato | non qualificato | non qualificato |
| Halfpipe maschile  | Zhang Yiwei  | 32,50          | 74,00          | 74,00          | 15º            | non qualificato | non qualificato | non qualificato | non qualificato | non qualificato |
| Halfpipe femminile | Cai Xuetong  | 65,75          | 69,00          | 69,00          | 6ª Q           | 20,50           | 41,25           | 76,50           | 76,50           | 5ª              |
| Halfpipe femminile | Li Shuang    | 24,50          | 9,25           | 24,50          | 22ª            | non qualificata | non qualificata | non qualificata | non qualificata | non qualificata |
| Halfpipe femminile | Liu Jiayu    | 87,75          | 41,00          | 87,75          | 2ª Q           | 85,50           | 89,75           | 49,00           | 89,75           |                 |
| Halfpipe femminile | Qiu Leng     | 50,75          | 53,75          | 53,75          | 16ª            | non qualificata | non qualificata | non qualificata | non qualificata | non qualificata |

### Parallelo
| Gara                               | Atleta       | Qualificazioni | Qualificazioni | Ottavo di finale | Quarto di finale | Semifinale      | Finale          |
| Gara                               | Atleta       | Tempo          | Pos.           | Avversario       | Avversario       | Avversario      | Avversario      |
| ---------------------------------- | ------------ | -------------- | -------------- | ---------------- | ---------------- | --------------- | --------------- |
| Slalom gigante parallelo femminile | Gong Naiying | 1'36"36        | 26ª            | non qualificata  | non qualificata  | non qualificata | non qualificata |
| Slalom gigante parallelo femminile | Qiu Leng     | DSQ            | DSQ            | non qualificata  | non qualificata  | non qualificata | non qualificata |
| Slalom gigante parallelo femminile | Zang Ruxin   | 1'35"26        | 22ª            | non qualificata  | non qualificata  | non qualificata | non qualificata |

## Skeleton
La Cina ha qualificato nello skeleton un solo atleta, un uomo.
| Gara             | Atleta        | 1ª manche | 2ª manche | 3ª manche | 4ª manche | Totale  | Posizione |
| ---------------- | ------------- | --------- | --------- | --------- | --------- | ------- | --------- |
| Singolo maschile | Geng Wenqiang | 51"51     | 50"87     | 51"18     | 51"09     | 3'24"65 | 13º       |